# Ambulyx bakeri
Ambulyx bakeri är en fjärilsart som beskrevs av Clark 1929. Ambulyx bakeri ingår i släktet Ambulyx och familjen svärmare. Inga underarter finns listade i Catalogue of Life.